# Nice to Meet Ya
«Nice to Meet Ya» es una canción del cantante irlandés Niall Horan lanzada a través de Capitol Records como el sencillo principal de su segundo álbum de estudio el 4 de octubre de 2019. Horan coescribió la canción junto a Ruth-Anne Cunningham.

## Antecedentes y composición
En junio de 2019, Horan comentó a sus fanáticos que escucharían nueva música suya para fin de año. A principios de septiembre, publicó en línea que estaba «escuchando canciones de mi nuevo disco y estoy muy emocionado de comenzar». Coescribió la canción con Ruth-Anne Cunningham, con quien Horan trabajó en la canción «Slow Hands».
Horan anunció formalmente la canción en las redes sociales el 26 de septiembre de 2019, publicando su portada y escribiendo «Después de casi 2 años desde Flicker, estoy listo para volver a comenzar». Inicialmente tuiteó el enlace a su sitio web el día anterior, que se bloqueó poco después.

## Recepción
Desde el fragmento publicado en Instagram, Mike Wass de Idolator declaró que la canción «suena como un himno fuerte y optimista».

## Vídeo musical
El vídeo musical de «Nice to Meet Ya» se estrenó el 3 de octubre de 2019. Fue dirigido por The Young Astronauts y filmado en Londres. En él, se ve a Niall dando a sus seguidores diferentes pistas relativas a las canciones que contendría su próximo álbum de estudio. Al final del vídeo se dejó un número de teléfono con el mensaje «En este vídeo están ocultos cuatro nombre de canciones del álbum».

## Lista de ediciones
| Descarga digital |                   |          |  |
| N.º              | Título            | Duración |  |
| 1.               | «Nice to Meet Ya» | 2:38     |  |

| Descarga digital – Stripped Version |                                      |          |  |
| N.º                                 | Título                               | Duración |  |
| 1.                                  | «Nice to Meet Ya» (Stripped Version) | 2:42     |  |

| Descarga digital – Diplo Remix |                                 |          |  |
| N.º                            | Título                          | Duración |  |
| 1.                             | «Nice to Meet Ya» (Diplo Remix) | 3:35     |  |

## Posicionamiento en listas
| Listas (2019)                             | Mejor posición |
| ----------------------------------------- | -------------- |
| Australia (ARIA)                          | 60             |
| Bélgica (Ultratop 50) Flanders            | 33             |
| Bélgica (Ultratop) Wallonia               | 12             |
| Canadá (Canadian Hot 100)                 | 61             |
| Croacia (HRT)                             | 99             |
| Escocia (Official Charts Company)         | 9              |
| Eslovaquia (Radio Top 100)                | 98             |
| Eslovaquia (Singles Digitál Top 100)      | 40             |
| Estados Unidos (Billboard Hot 100)        | 78             |
| Estados Unidos (Adult Contemporary)       | 29             |
| Estados Unidos (Adult Top 40)             | 15             |
| Estados Unidos (Mainstream Top 40)        | 22             |
| Irlanda (IRMA)                            | 7              |
| Nueva Zelanda Hot Singles (RMNZ)          | 9              |
| Países Bajos (Dutch Top 40)               | 25             |
| Países Bajos (Single Top 100)             | 52             |
| Reino Unido (UK Singles Chart)            | 22             |
| República Checa (Rádio Top 100)           | 62             |
| República Checa (Singles Digitál Top 100) | 55             |
| Suecia Heatseeker (Sverigetopplistan)     | 20             |
| Suiza (Schweizer Hitparade)               | 95             |

## Certificaciones
| País (organismo certificador) | Certificación | Unidades certificadas |
| ----------------------------- | ------------- | --------------------- |
| Australia (ARIA)              | Oro           | 35 000                |
| Canadá (Music Canada)         | Platino       | 80 000                |
| Reino Unido (BPI)             | Plata         | 200 000               |

## Historial de lanzamiento
| País           | Fecha                   | Formato                      | Versión          | Discográfica  | Ref    |
| -------------- | ----------------------- | ---------------------------- | ---------------- | ------------- | ------ |
| Varios         | 4 de octubre de 2019    | Descarga digital y streaming | Original         | Capitol       | [ 2 ]  |
| Australia      | 4 de octubre de 2019    | Contemporary hit radio       | Original         | Capitol y EMI | [ 38 ] |
| Estados Unidos | 8 de octubre de 2019    | Top 40 radio                 | Original         | Capitol       | [ 39 ] |
| Italia         | 11 de octubre de 2019   | Contemporary hit radio       | Original         | Universal     | [ 40 ] |
| Estados Unidos | 14 de octubre de 2019   | Hot adult contemporary       | Original         | Capitol       | [ 41 ] |
| Varios         | 25 de octubre de 2019   | Digital download y streaming | Stripped Version | Capitol       | [ 12 ] |
| Varios         | 7 de noviembre de 2019  | Digital download y streaming | Diplo Remix      | Capitol       | [ 13 ] |
| Italia         | 15 de noviembre de 2019 | Contemporary hit radio       | Diplo Remix      | Universal     | [ 42 ] |